# Смирновка (Костанайская область)
Смирновка (каз. Смирнов) — село в Карабалыкском районе Костанайской области Казахстана. Административный центр Смирновского сельского округа. Находится примерно в 18 км к юго-востоку от районного центра, посёлка Карабалык. Код КАТО — 395059100.
В 6 км к западу находится озеро Буржак, на востоке — Шопты-Карабас.

## История
Село основано в 1903 году. Было названо в честь землеустроителя Смирнова, который отмерял земельные участки вновь прибывшим крестьянам. В год основания в село приехало 103 «водворившихся».

## Население
В 1999 году население села составляло 1699 человек (835 мужчин и 864 женщины). По данным переписи 2009 года, в селе проживал 1071 человек (511 мужчин и 560 женщин).